# Дел Мар (Калифорния)
Дел Мар (на английски: Del Mar) е град в окръг Сан Диего в щата Калифорния, САЩ. Дел Мар е с население от 4389 жители (2000) и обща площ от 4,60 км² (1,80 мили²). Дел Мар се намира на 34 км (21 мили) северно от град Сан Диего.